# 高須瑠香
高須 瑠香（たかす るか、2000年10月24日 - ）は日本の女優。ブレス所属。大阪府出身。

## 主な出演作

### テレビ
- 連続テレビ小説 カーネーション（2011年10月 - 2012年3月、NHK） - 吉田奈津（少女時代） 役
- ドラマスペシャル 火車（2011年11月5日、テレビ朝日） - 関根彰子（少女時代） 役

### 映画
- 阪急電車 片道15分の奇跡（2011年4月29日、東宝） - 樋口翔子 役